# バラックバスター
バラックバスター（英: Barrack buster）とは、IRA暫定派（IRA）のエンジニアリンググループによって1990年代に開発された迫撃砲である。
この迫撃砲は政府組織や兵器メーカーによる正規の兵器ではなく、IRA暫定派による自作密造武器の一種である。
このような密造迫撃砲は他のテロリストたちも使用していた。1998年にコロンビア革命軍（FARC）が1998年に、2001年にはスペインのETAが使用している。
イギリスの治安当局が最初に押収したのはMark 15で射程75 mから275 mの範囲に直径36 cm、長さ1 m、重さ70 kgのプロパンガスボンベを投擲する。
それはアイルランドで一般家庭で使用されている『Kosangas』ガスボンベであった。
1992年12月5日に北アイルランドのティロン県でのテロで最初に使用された。
日本の過激派が使用する手製の迫撃砲のような兵器は迫撃弾と呼ばれるが、バラックバスターとは性質が異なる。

## 開発表
- Mark 1   (1972)  -- 外径50ミリメートルの銅パイプ製弾頭に0.28キログラムのプラスチック爆薬を充填
- Mark 2   (1972-73) -- 外径57ミリメートル・長さ20センチメートルの鉄パイプ製弾頭に0.91キログラムの炸薬を充填。不発処理をしようとしたイギリス兵が死亡し、IRAの即席迫撃砲による初の犠牲者となった。
- Mark 3   (1973-74) -- 外径60ミリメートルの弾頭に硝酸アンモニウムを充填。ある警察署への襲撃に使用された際、弾頭の事故によってIRAの闘士二人が死亡している。
- Mark 4   (1974) -- Mark 3の長射程版。1974年2月22日に一度だけ使用された。
- Mark 5   (1974) -- 使用された記録無し。IRAの工房が家宅捜索された際に存在が知られた。
- Mark 6   (1974-94) -- 二脚と底板を備えた、一般的な迫撃砲の形態。口径60ミリメートル。1,100メートルの射程を持ち、弾頭には1.4キログラムのセムテックスが充填され、自家製黒色火薬の推進剤を使用し、信管には風車式の安全装置が設けられていた。1994年3月にイギリスのヒースロー空港への三度にわたる攻撃で使用されたが、それ以降の使用は確認されず
- Mark 7  (1976) -- Mark 6より長いバージョン
- Mark 8  (1976) -- Mark 6より長いバージョン
- Mark 9  (1976-?)  -- ガスボンベを改造した短く太い弾頭
- Mark 10 (1979-94) -- 20から100キログラムの爆薬を使用している大型迫撃砲で、しばしばバンの後部に複数砲身を搭載した形で用いられた。1979年3月19日に初めて使用されて以降、多数の犠牲者を出した。1991年2月7日にはジョン・メージャー首相が執務するダウニング街10番地を攻撃している
- Mark 11 (1982-?) --  約500メートルの射程を持つ
- Mark 12 (1988-?) -- 遠隔操作で、軍用車輌に対する水平射撃を行った
- Mark 13 (1990-?) -- スピガットモーター型で、1990年に一度だけ使用が確認されている
- Mark 14 (1992-?) -- 二本のガスボンベを継ぎ合わせた弾頭に23キログラムの炸薬を充填
- Mark 15 (1992- ) -- 「バラックバスター」として知られている最初の迫撃砲。IRAの標準型大口径火砲として、「空飛ぶ自動車爆弾」の役割を果たした。口径320ミリメートルで89から100キログラムの爆薬を投射する。多連発射器型も存在し、1993年にイギリスの軍事基地に対して使われた12連装が最多記録である。1994年の3月と6月にはヘリパッドのヘリコプターを攻撃して、計2機を破壊している
- Mark 16 (1993-?) -- 肩撃ち式で運用車輌に対して使用。ブリキ缶製の弾頭は600グラムのセムテックスを成形炸薬の形で内蔵
- Mark 17 (1998?-) -- 従来のものよりも強力なMark 17がテストされていると、アイルランド当局が推測
- Mark 18 (1998?-)
- Mark 19 (2000?-)